# Общобритски език
Общобритският език е мъртъв келтски език, говорен между VI век пр. Хр. и VI век сл. Хр. на остров Великобритания.
Той е общият праезик на съвременните бритски езици. Обособява се от островния келтски около VI век пр. Хр., а през Римската епоха е повлиян от латинския. Към средата на VI век сл. Хр. общобритският се разделя на няколко обособени езика – уелски, къмбрийски (изчезнал през XII век), корнуолски и бретонски (според някои автори от общобритския произлиза също и пиктският език).